# Belphegor
Belphegor – austriacka grupa muzyczna wykonująca blackened death metal. Powstała w 1991 roku w Puch. Do 2009 roku grupa wydała osiem albumów studyjnych, które zostały pozytywnie ocenione zarówno przez fanów, jak i krytyków muzycznych.
Belphegor dał szereg koncertów na całym świecie i uczestniczył w licznych festiwalach: Stonehenge, Zagreb Metal Fest, Satans Convention Festival, Zwarte Cross, Brutal Assault, Summer Nights Open Air.

## Historia
W 1995 roku ukazał się pierwszy album studyjny zespołu zatytułowany The Last Supper. W 1997 roku został wydany drugi album Belphegor pt. Blutsabbath. W 2000 roku ukazał się trzeci album pt. Necrodaemon Terrorsathan. 24 listopada 2004 roku został wydany czwarty album zespołu pt. Lucifer Incestus. Rok później nakładem Napalm Records ukazał się piąty album pt. Goatreich – Fleshcult.
31 października 2006 roku ukazał się szósty album pt. Pestapokalypse VI. W ramach promocji wydawnictwa został zrealizowany teledysk do utworu „Hells Ambassador” w reżyserii Floriana Wernera. Tego samego roku zespół odbył trasę koncertową Blackest of the Black Tour w Stanach Zjednoczonych. W 2007 roku zespół odbył europejską trasę koncertową wraz z Six Feet Under, Finntroll i Nile. Również w 2007 roku zespół wystąpił w Brazylii i Meksyku.
15 kwietnia 2008 roku ukazał się siódmy album Belphegor zatytułowany Bondage Goat Zombie. Wydawnictwo zadebiutowało na 42. miejscu austriackiej i 81. niemieckiej listy sprzedaży. W ramach promocji grupa odbyła w lipcu amerykańską trasę koncertową. Natomiast w październiku zespół wystąpił wielokrotnie w Europie. Zrealizowany został również teledysk do utworu „Bondage Goat Zombie”.
W lutym 2009 roku w Stage One Studios w Kassel we współpracy z Andym Classenem zespół rozpoczął prace nad ósmym albumem studyjnym. Nagrania zostały zakończone na początku lipca. Natomiast 24 sierpnia na oficjalnym profilu MySpace w formie digital stream został udostępniony premierowy utwór pt. „Walpurgis Rites” promujący album Belphegor. 9 października ukazał się album zatytułowany Walpurgis Rites - Hexenwahn. Okładkę wydawnictwa przygotował brazylijski artysta Marcelo Hvc. W ramach promocji został zrealizowany teledysk do utworu „Der Geistertreiber”.

## Muzycy

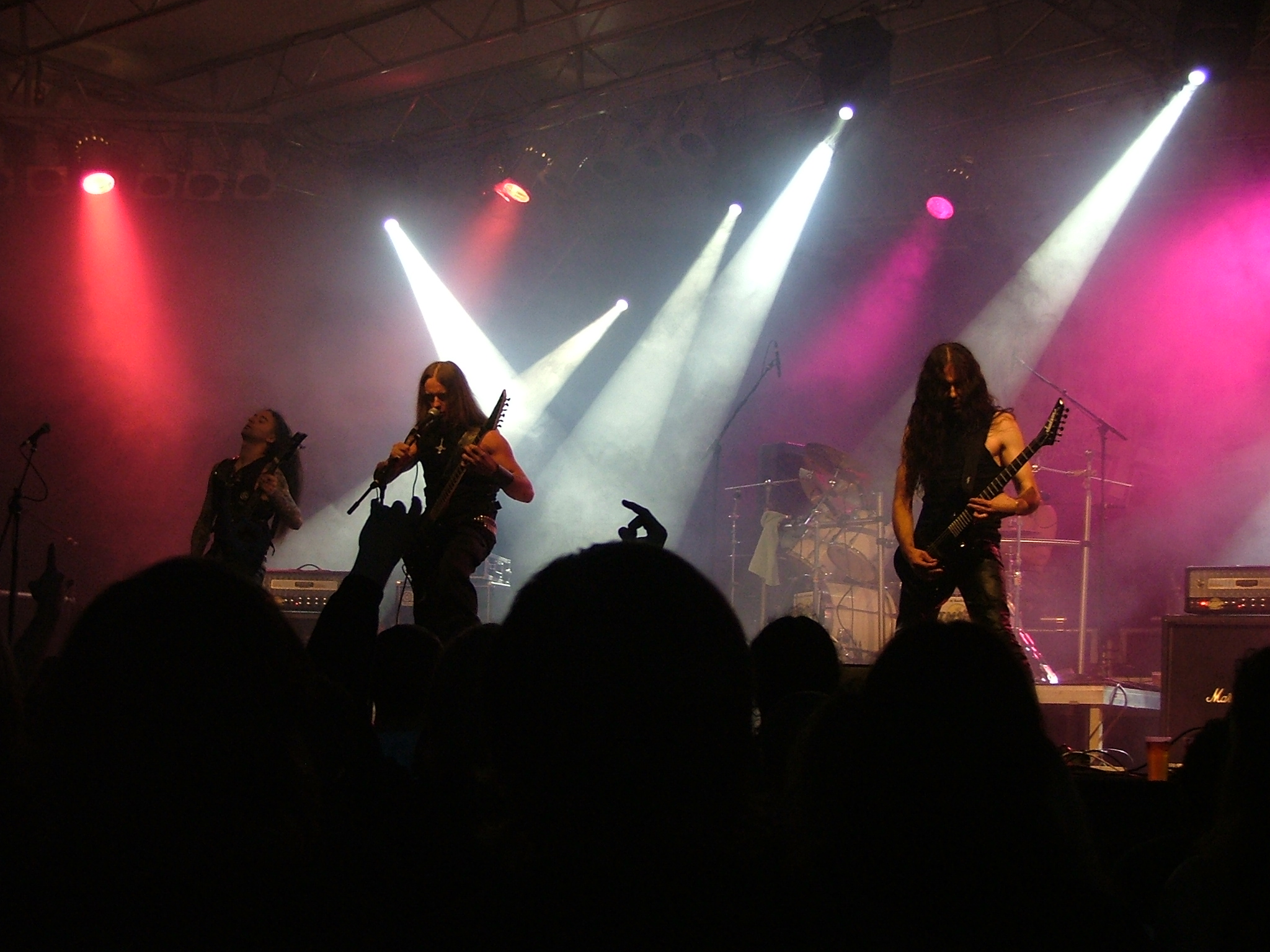
Belphegor podczas koncertu w ramach Rock the Lake 1 września 2007

| Obecny skład zespołu - Helmuth Lehner– śpiew, gitara elektryczna (od 1993) - Serpenth – gitara basowa, śpiew (od 2006) oraz - Schoft – gitara - Bernd „Bernth” Brodträger – gitara (od 2010) Byli członkowie zespołu - Maxx – gitara basowa, śpiew (1992–1996) - Chris – perkusja (1992–1996) - Sigurd Hagenauer – gitara (1992–2007) - Mario „Marius” Klausner – gitara basowa, śpiew (1996–2001) - Bartholomäus „Barth” Resch – gitara basowa, śpiew (2002–2006), śpiew (2012) - Tomasz „Nefastus” Janiszewski – perkusja (2005–2006; sesyjnie 2008–2009) - Morluch – gitara (2008–2009) |  | Muzycy koncertowi i sesyjni - Alexander „A-X” Palma – gitara basowa (1993–1996) - Robin Eaglestone – gitara basowa (2006) - Jan „Blastphemer” Benkwitz – perkusja (2006) - Tony Laureano – perkusja (2007) - Lille Gruber – perkusja (2007) - Robert Kovačič – perkusja (2007–2009) - Florian „Torturer” Klein – perkusja (2003, 2005, 2007) - Anthony Paulini – gitara (2008, 2010) - Martin „Marthyn” Jovanovic – perkusja (2009–2011) - Man Gandler – perkusja (1997, 2000, 2002) - Olivier „Oli” Beaudoin – perkusja (2011) - Krzysztof Klingbein – perkusja (2022-) |

## Dyskografia

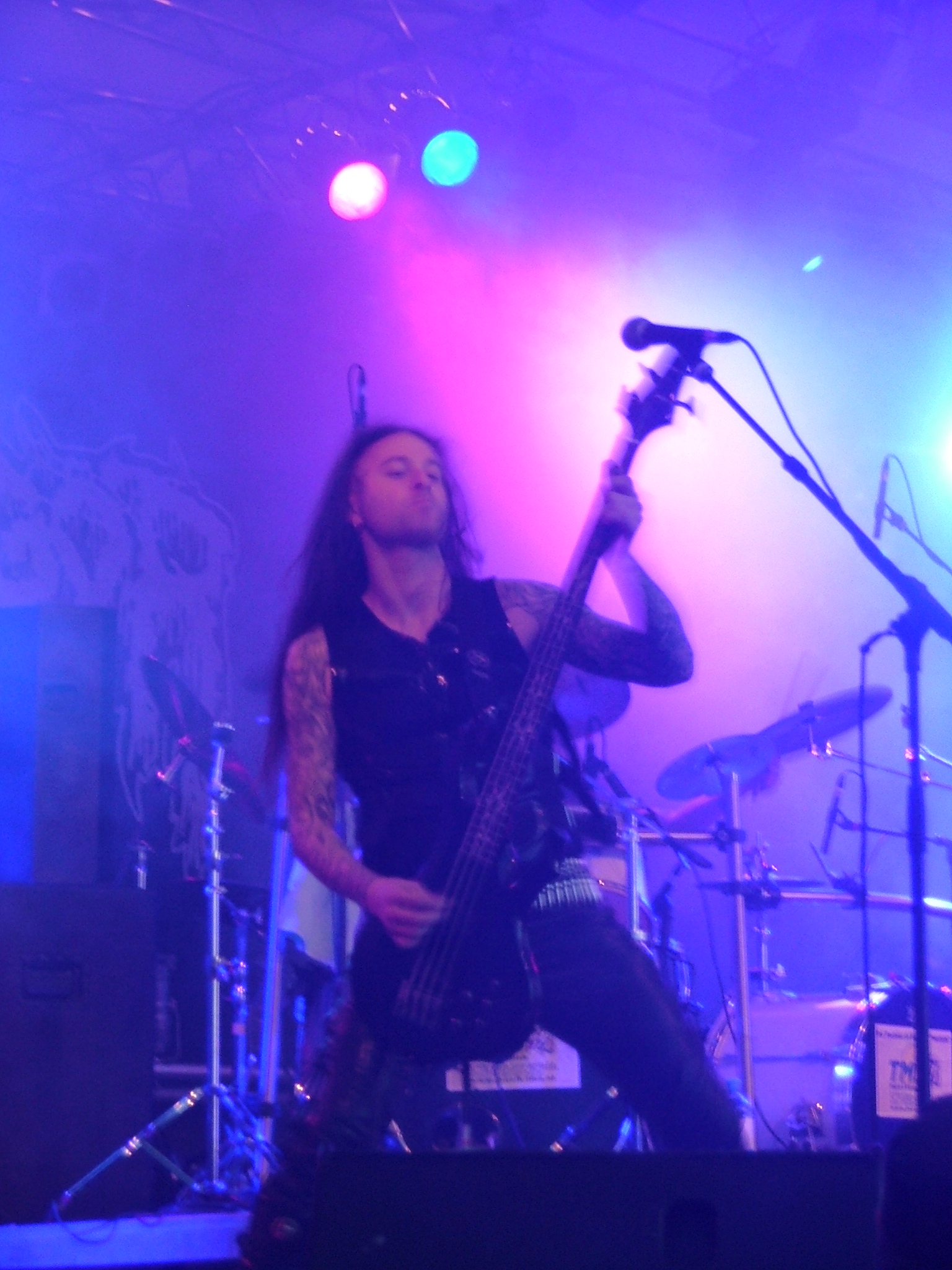
Serpenth podczas koncertu w ramach Rock the Lake 1 września 2007

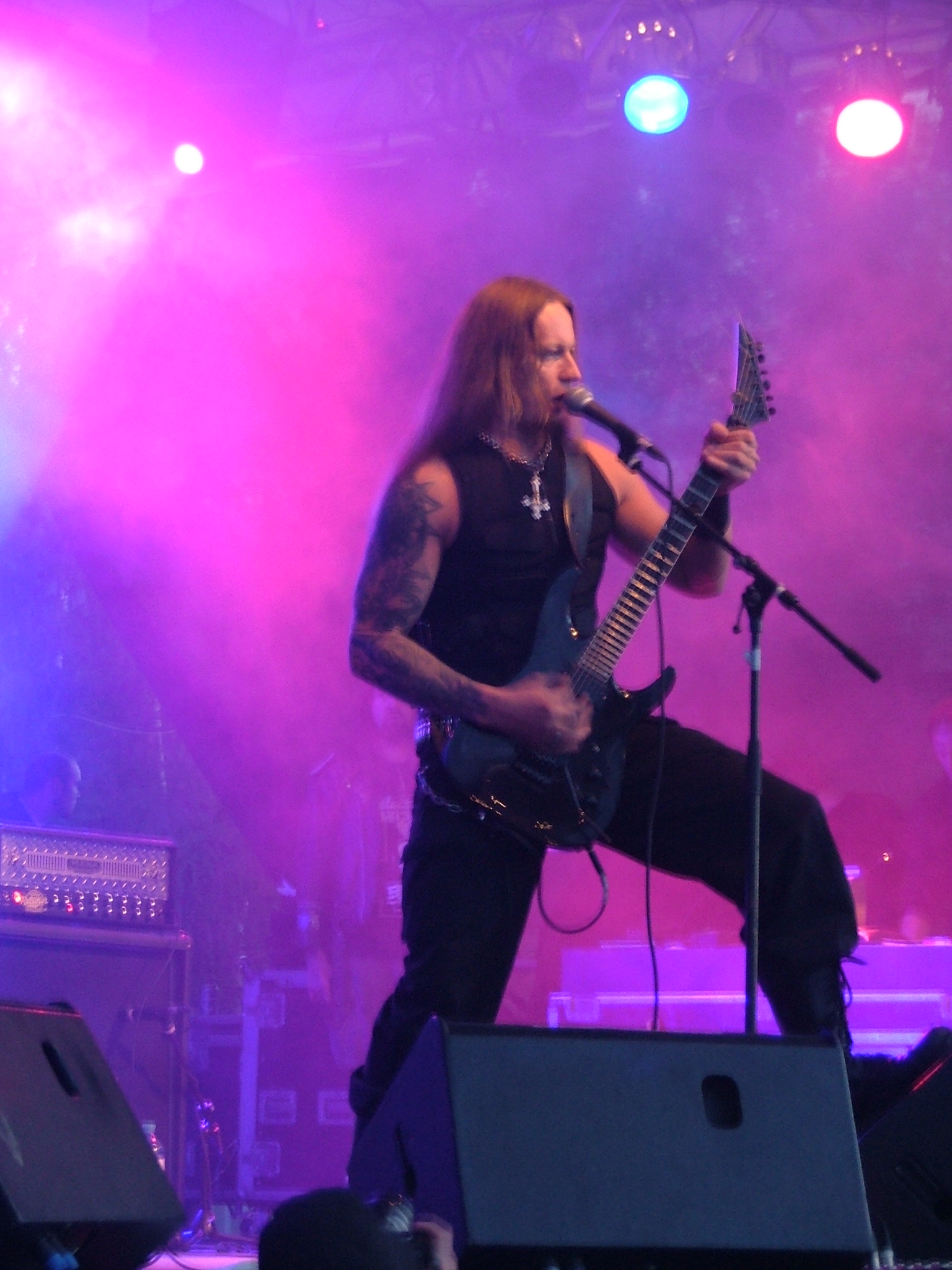
Helmuth podczas koncertu w ramach Rock the Lake 1 września 2007

| 1995                           | The Last Supper - Data: styczeń 1995 - Wydawca: Lethal Records                   | –  | –  | —   |
| 1997                           | Blutsabbath - Data: październik 1997 - Wydawca: Last Episode                     | –  | –  | —   |
| 2000                           | Necrodaemon Terrorsathan - Data: 17 listopada 2000 - Wydawca: Last Episode       | –  | –  | —   |
| 2004                           | Lucifer Incestus - Data: 20 lipca 2004 - Wydawca: Napalm Records                 | –  | –  | —   |
| 2005                           | Goatreich – Fleshcult - Data: 28 lutego 2005 - Wydawca: Napalm Records           | –  | –  | —   |
| 2006                           | Pestapokalypse VI - Data: 27 października 2006 - Wydawca: Nuclear Blast          | –  | –  | —   |
| 2008                           | Bondage Goat Zombie - Data: 11 kwietnia 2008 - Wydawca: Nuclear Blast            | 42 | 81 | —   |
| 2009                           | Walpurgis Rites - Hexenwahn - Data: 9 października 2009 - Wydawca: Nuclear Blast | 60 | 99 | —   |
| 2011                           | Blood Magick Necromance - Data: 14 stycznia 2011 - Wydawca: Nuclear Blast        | 39 | 97 | —   |
| 2014                           | Conjuring The Dead - Data: 11 sierpnia 2014 - Wydawca: Nuclear Blast             | 33 | 60 | 245 |
| „—” pozycja nie była notowana. |                                                                                  |    |    |     |

| Rok  | Tytuł                                                                        |
| ---- | ---------------------------------------------------------------------------- |
| 1993 | Bloodbath in Paradise - Data: 7 lutego 1993 - Wydawca: brak (wydanie własne) |
| 1994 | Obscure and Deep - Data: 1994 - Wydawca: Perverted Taste                     |

| Rok  | Tytuł                                                                            |
| ---- | -------------------------------------------------------------------------------- |
| 2004 | The Last Supper / Blutsabbath - Data: grudzień 2004 - Wydawca: Twilight Vertrieb |

| Rok  | Tytuł                                                               |
| ---- | ------------------------------------------------------------------- |
| 2002 | Infernal Live Orgasm - Data: 2 kwietnia 2002 - Wydawca: Phallelujah |

## Teledyski
| Rok  | Tytuł                               | Reżyseria        | Album                       |
| ---- | ----------------------------------- | ---------------- | --------------------------- |
| 2001 | „Vomit Upon the Cross”              | —                | Infernal Live Orgasm        |
| 2004 | „Lucifer Incestus”                  | —                | Lucifer Incestus            |
| 2005 | „Bleeding Salvation”                | Florian Werner   | Goatreich – Fleshcult       |
| 2006 | „Belphegor – Hell's Ambassador”     | Florian Werner   | Goatreich – Fleshcult       |
| 2006 | „Bluhtstorm Erotika”                | Florian Werner   | Pestapokalypse VI           |
| 2006 | „Hells Ambassador”                  | Florian Werner   | Pestapokalypse VI           |
| 2008 | „Bondage Goat Zombie”               | Florian Werner   | Bondage Goat Zombie         |
| 2009 | „Der Geistertreiber”                | Walter Fanninger | Walpurgis Rites – Hexenwahn |
| 2011 | „Impaled Upon the Tongue of Sathan” | Alexander Koenig | Blood Magick Necromance     |
| 2014 | „Conjuring The Dead”                | Walter Fanninger | Conjuring The Dead          |